# Igreja de São Tiago (Brno)

A Igreja de São Tiago (em checo: Kostel Svatého Jakuba Staršího, alemão: St.-Jakobs-Kirche (Brünn)/Jakobskirche), ou simplesmente Igreja de Jakub (Jakubský chrám), mais comumente Igreja de de São Tiago, é uma igreja gótica de três naves localizada na praça de Tiago (Jakubské náměstí) no centro de Brno, na Moravia, República Checa. É a principal igreja da Cidade Velha (Brno) (Staré Město) Sua história teve inicio no começo do século XIII , e um dos símbolos mais icônicos da capital de Moravia. Tem 66 e 75 metros de comprimento, respetivamente, uma das maiores igrejas góticas (totalmente originais) da Europa Central.

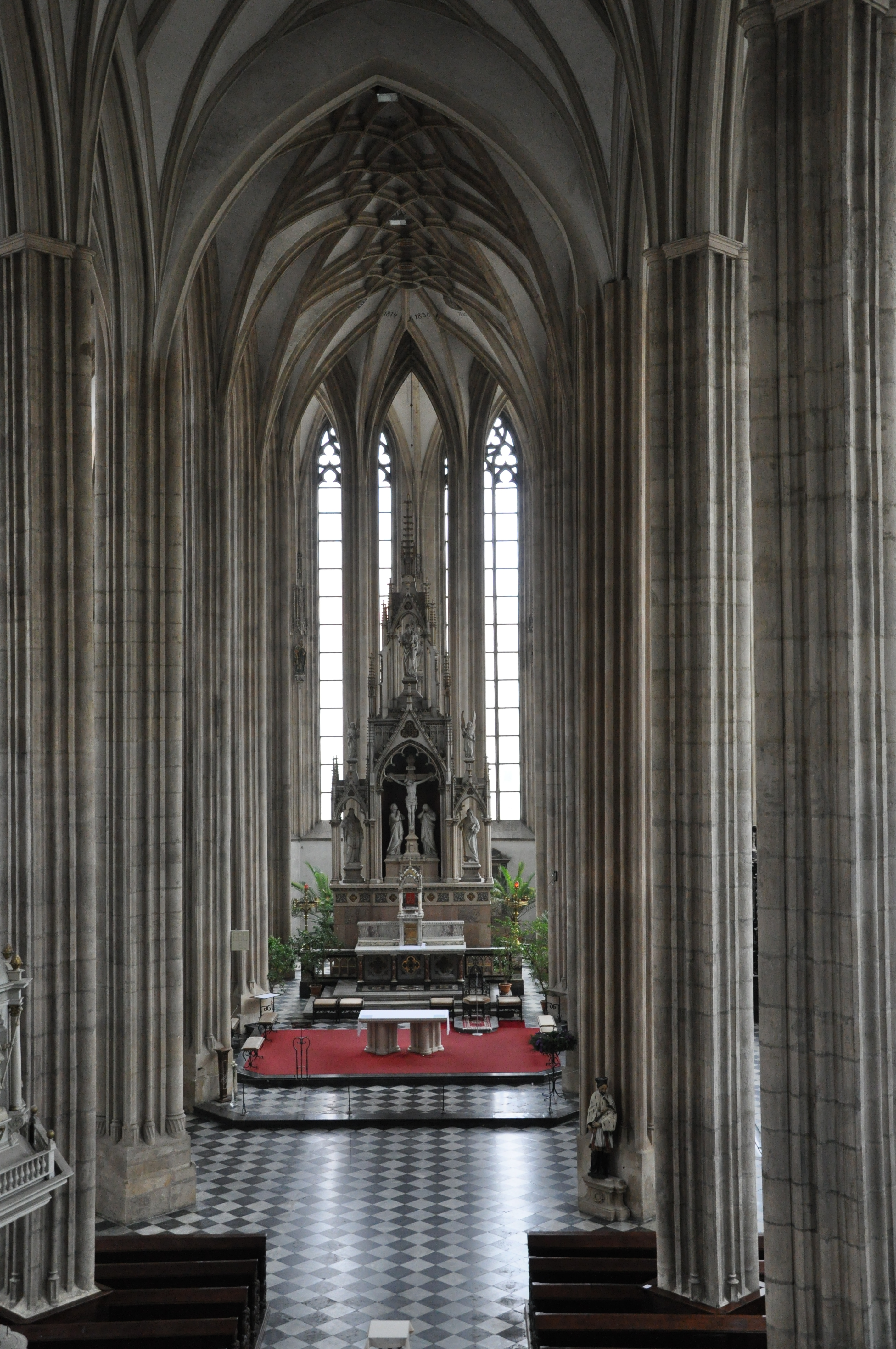
Vista da nave principal desde a capela-mor até ao altar-mor

## História
A igreja foi fundada por os habitantes alemães, valões, flamengos  que viveram nesta região da cidade no século XIII. Primeiro como basílica românica. Mais tarde, após um forte aumento populacional, foi reconstruído num grande templo gótico do século XIV. É maior que a Catedral de Brno. Há conjecturas de que a primeira parte do presbitério poligonal foi projetada por Henrique de Gmünd (Enrico di Gonimunda), mais tarde coautor da catedral de Milão. O templo foi construído lentamente até o final do período gótico tardio. Na última fase, o proeminente arquitecto da Europa Central Anton Pilgram (Nasceu em Bruno), também posterior co-autor da catedral de Viena, teve uma participação significativa.
Nasceu em Bruno  É visível a heráldica pintada da madre superiora do mosteiro cisterciano de Oslavany com a data de 1220 na abóbada do presbitério. Esta data lembra a consagração da pequena igreja românica que outrora existia aqui antes desta igreja gótica de São Tiago e costumava servir colonos flamengos e alemães. Entre 1368 e 1405, algumas capelas foram erguidas em volta da igreja e essas capelas criaram um complexo urbanístico único.

## Arquitetura
A construção assenta numa planta totalmente regular de 8 tramos de naves básicas, sendo a nave central apenas ligeiramente mais larga que as naves laterais. E depois os leques dos campos abobadados do curto coro poligonal e deambulatório poligonal. As abóbadas são sustentadas por 7 colunas relativamente delgadas de calcário crinóide local. A deambulatório é sustentada por mais 3 colunas sutis. O cronograma de construção torna o salão extremamente arejado, contínuo e luminoso. É um dos espaços medievais mais livres de sempre. A construção do extremo é altamente gótica (estilo gótico rayonnant ), sendo as partes principais das naves góticas tardias (estilo gótico flamboyant).
A parede ocidental e o alpendre já foram construídos no início do Renascimento.

### Torre
A torre da igreja apresenta-se visivelmente inclinada (num valor inferior a 2 metros). Portanto, não é tão inclinada como a Torre Inclinada de Pisa ou a Torres de Bolonha.
A Torre de Igreja de São Tiago é uma obra de arquitera em origina os calcários oolíticos (possivelmente também calcário crinóide), é o mesmo material do qual é feita a mundialmente famosa estátua paleolítica Vénus de Willendorf, a partir de rochas e pedreiras na Stránská skála., realizada em três fases ao longo de um período de cerca de 148 anos. 
A torre começou a inclinar-se após a progressão de construção para o terceiro andar em 1498. Isto deveu-se a uma fundação de meros três metros sobre um subsolo fraco e instável

### Ossuário

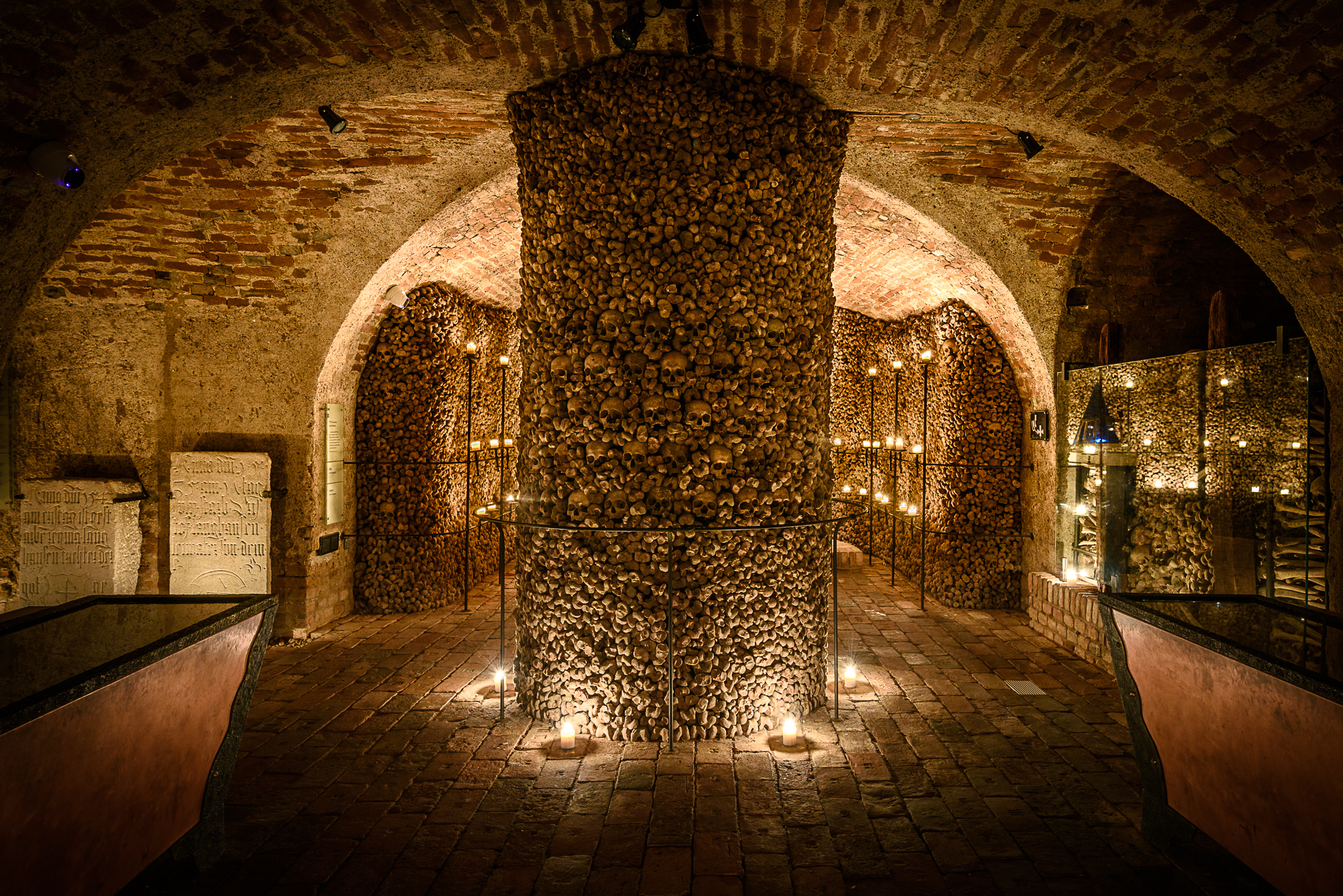
ossuário Igreja de São Tiago

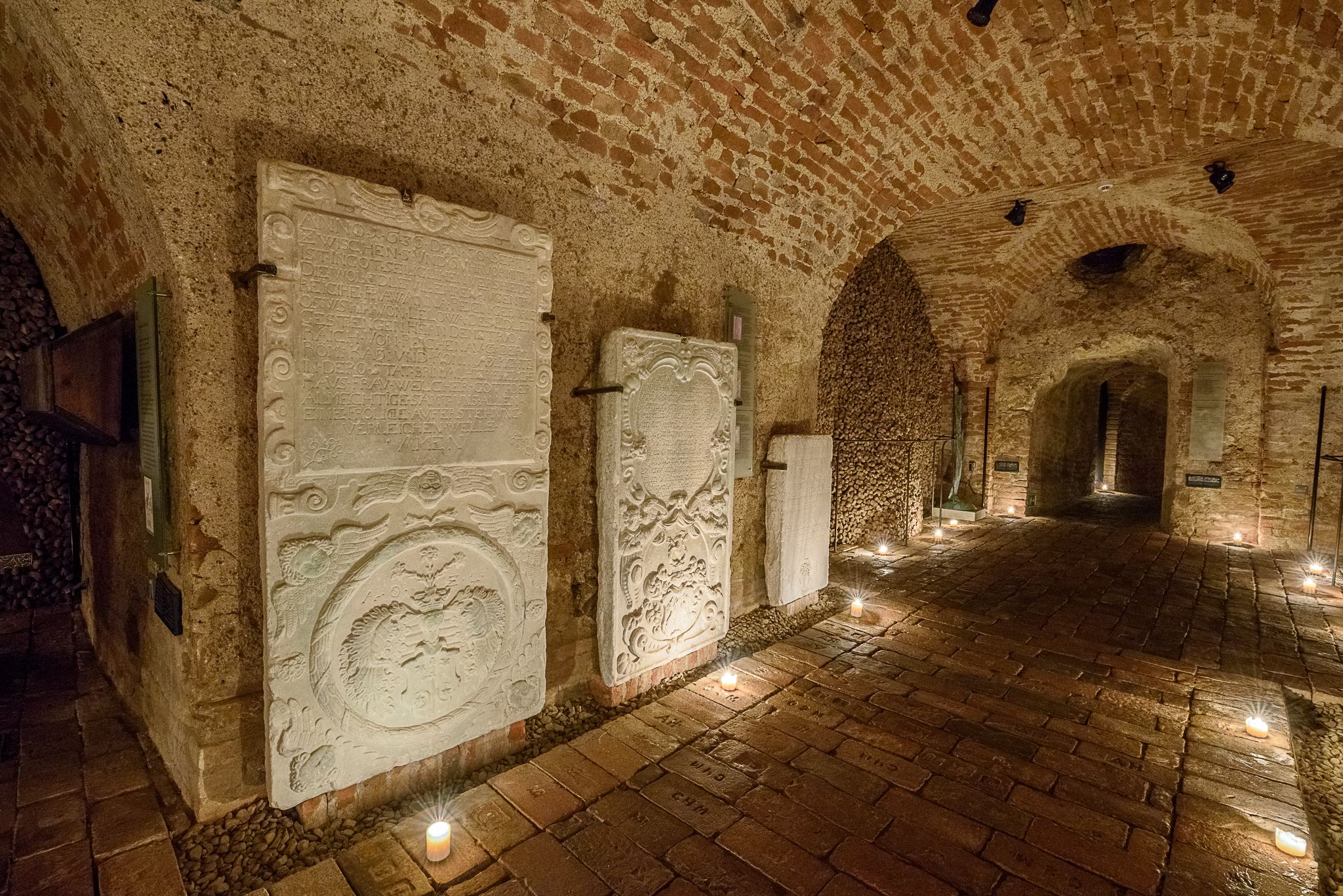
catacumbas

Abaixo do templo e próximo ao templo nas catacumbas subterrâneas há um ossuário extraordinariamente grande. Arranjo exemplar restaurado, desinfetado e arquitetonicamente interessante há uma década. As catacumbas contêm aproximadamente 50.000 ossos e restos mortais, as maiores da Europa depois das catacumbas de Paris

## Batismos
Jiří Josef Camel (21. Abril 1661) e Michael Czerny (Julho.1946), cerdeale di Curia Vaticana, prefeito do Dicastério para o Serviço do Desenvolvimento Humano Integral,  com alguma probabilidade, também (no edifício original mais antigo) Jobst da Morávia, rei da Alemanha.

## Relações internacionais
A igreja e a sua comunidade paroquial ativa estão localizadas no Caminhos de Santiago. A comunidade é ativa e presta assistência eficaz aos peregrinos do movimento de São Tiago.

## Galeria
O templo é ricamente mobiliado e decorado, incluindo muitas estátuas em filas e pilares. O altar-mor foi projetado pelo famoso arquiteto vienense Heinrich Ferstel.

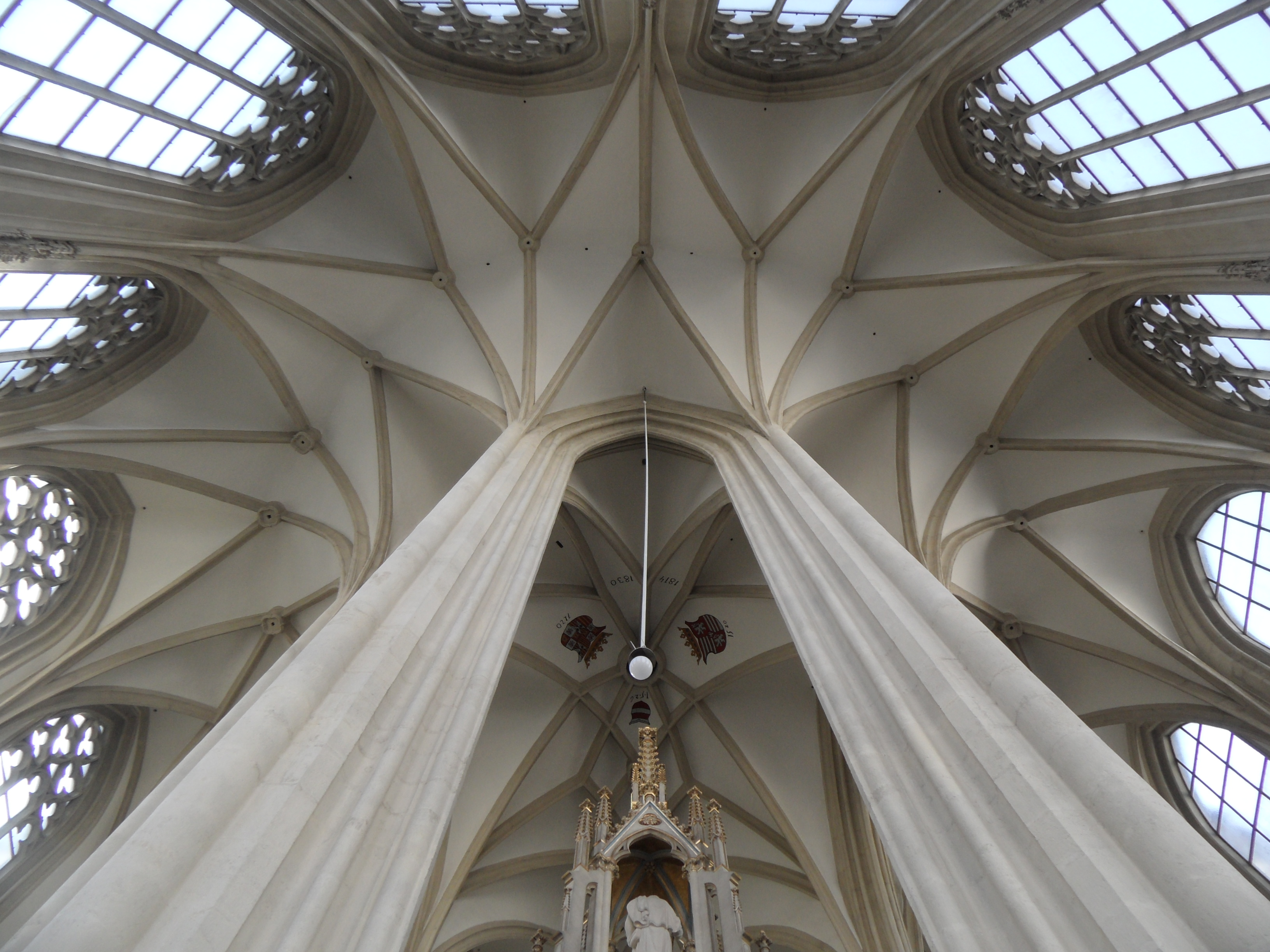
Abóbadas da capela-mor poligonal
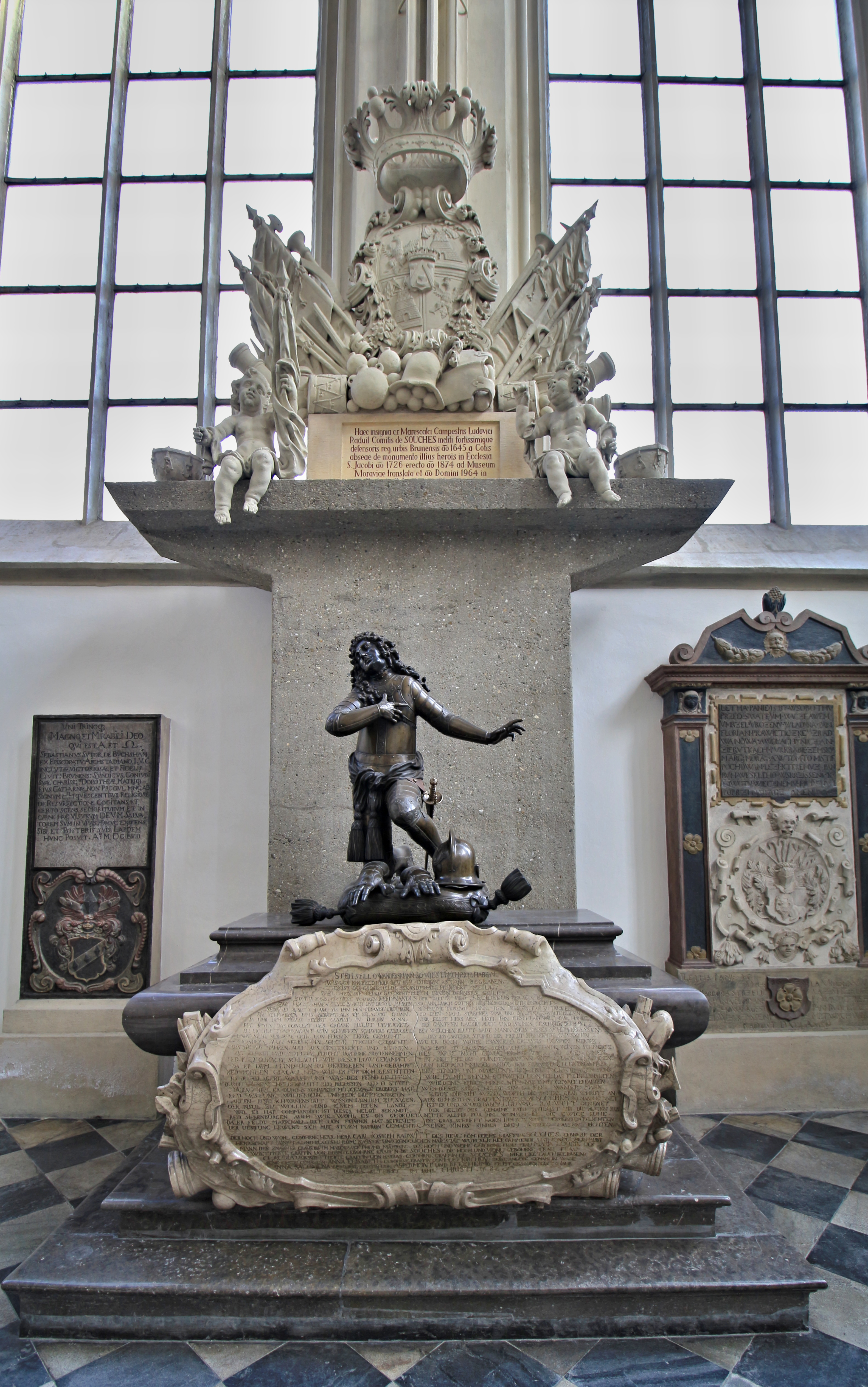
Tumba monumental do Marechal Raduit de Souches
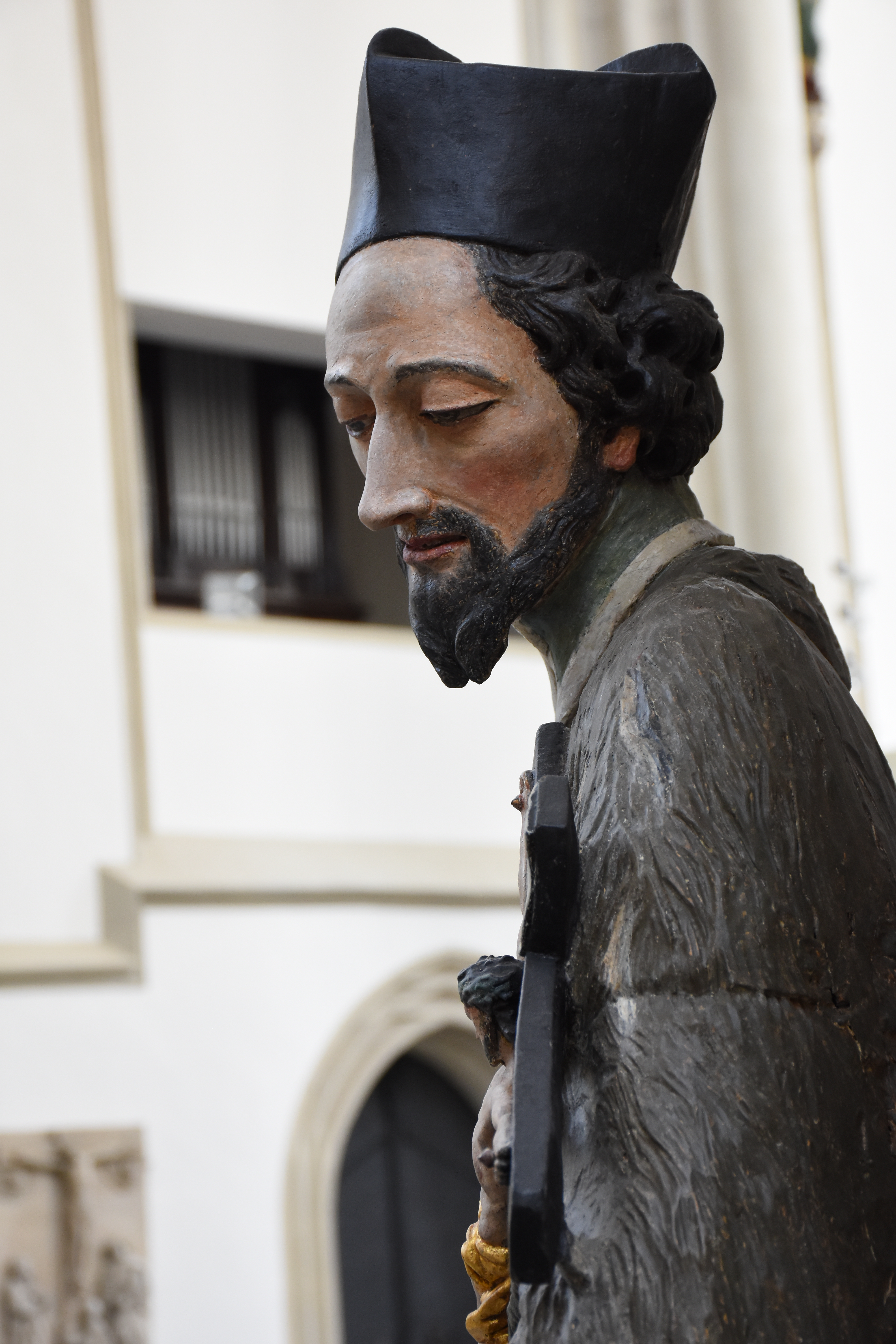
São João de Nepomuco
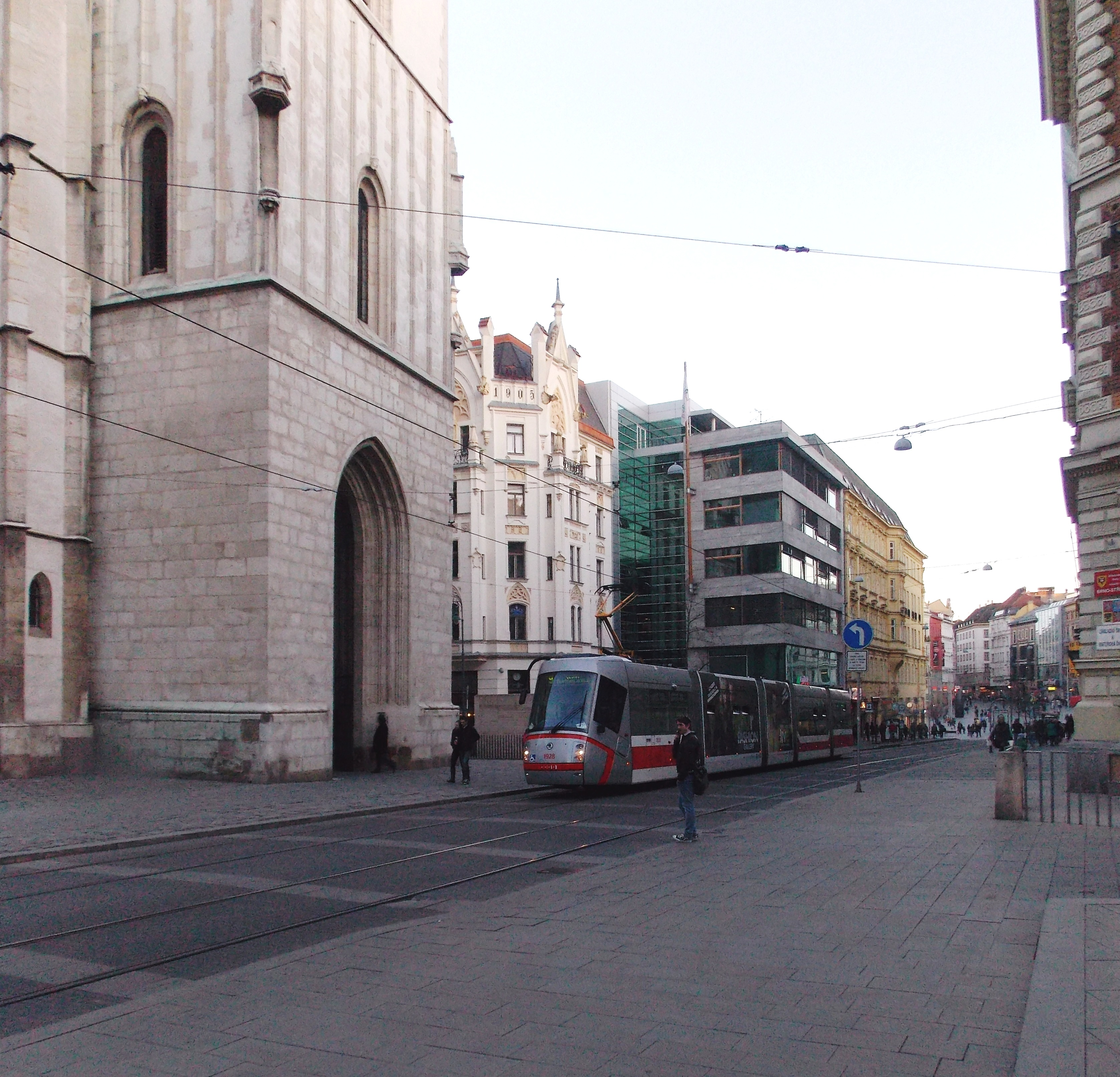
Portal de entrada do templo
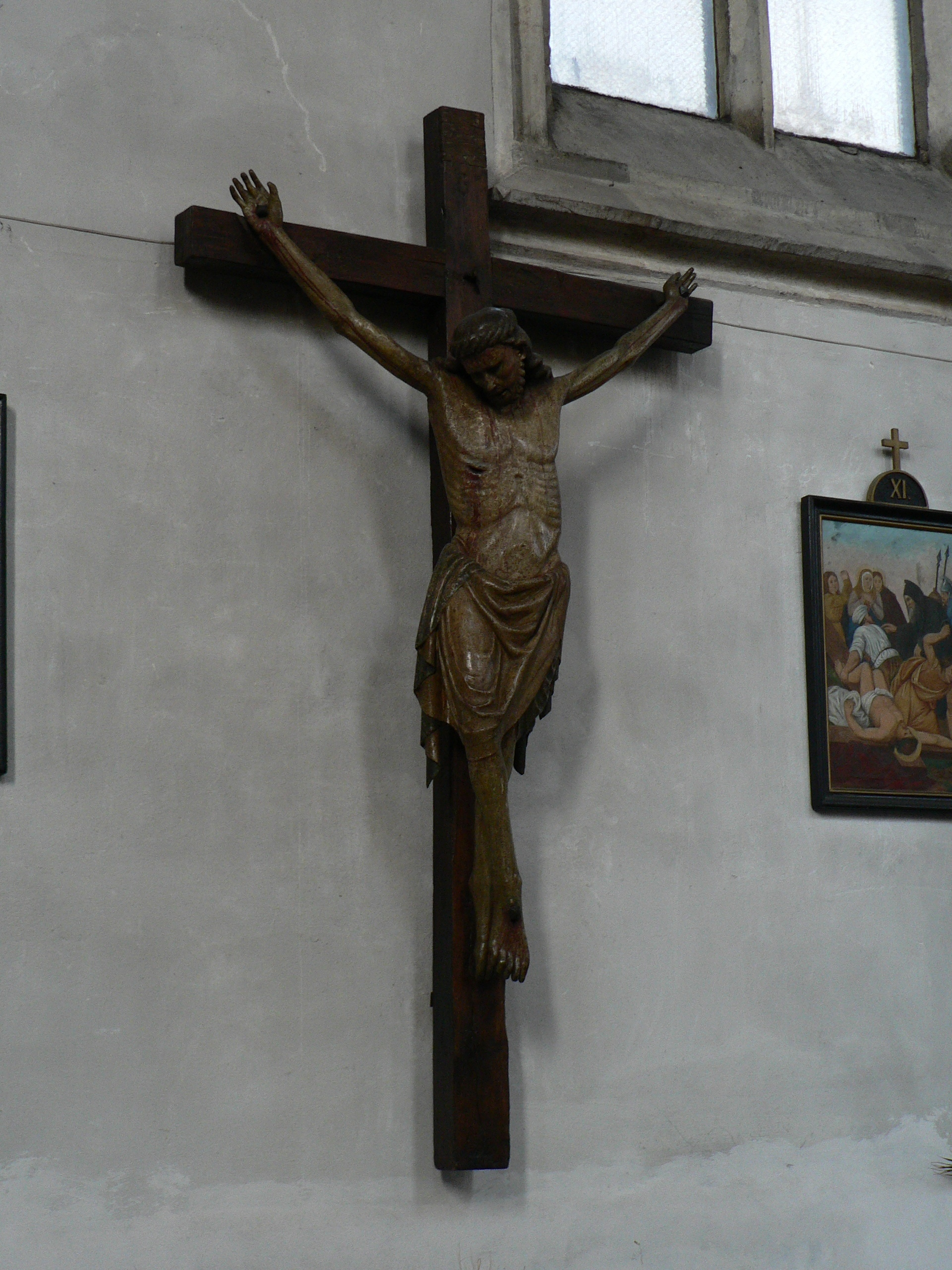
Crucifixo gótico antigo (da antiga basílica) de 1260